# Liste der Baudenkmäler in Neumarkt-Sankt Veit
Auf dieser Seite sind die Baudenkmäler in der oberbayerischen Stadt Neumarkt-Sankt Veit zusammengestellt. Diese Tabelle ist eine Teilliste der Liste der Baudenkmäler in Bayern. Grundlage ist die Bayerische Denkmalliste, die auf Basis des Bayerischen Denkmalschutzgesetzes vom 1. Oktober 1973 erstmals erstellt wurde und seither durch das Bayerische Landesamt für Denkmalpflege geführt wird. Die folgenden Angaben ersetzen nicht die rechtsverbindliche Auskunft der Denkmalschutzbehörde.

## Ensembles

### Ensemble Stadtplatz

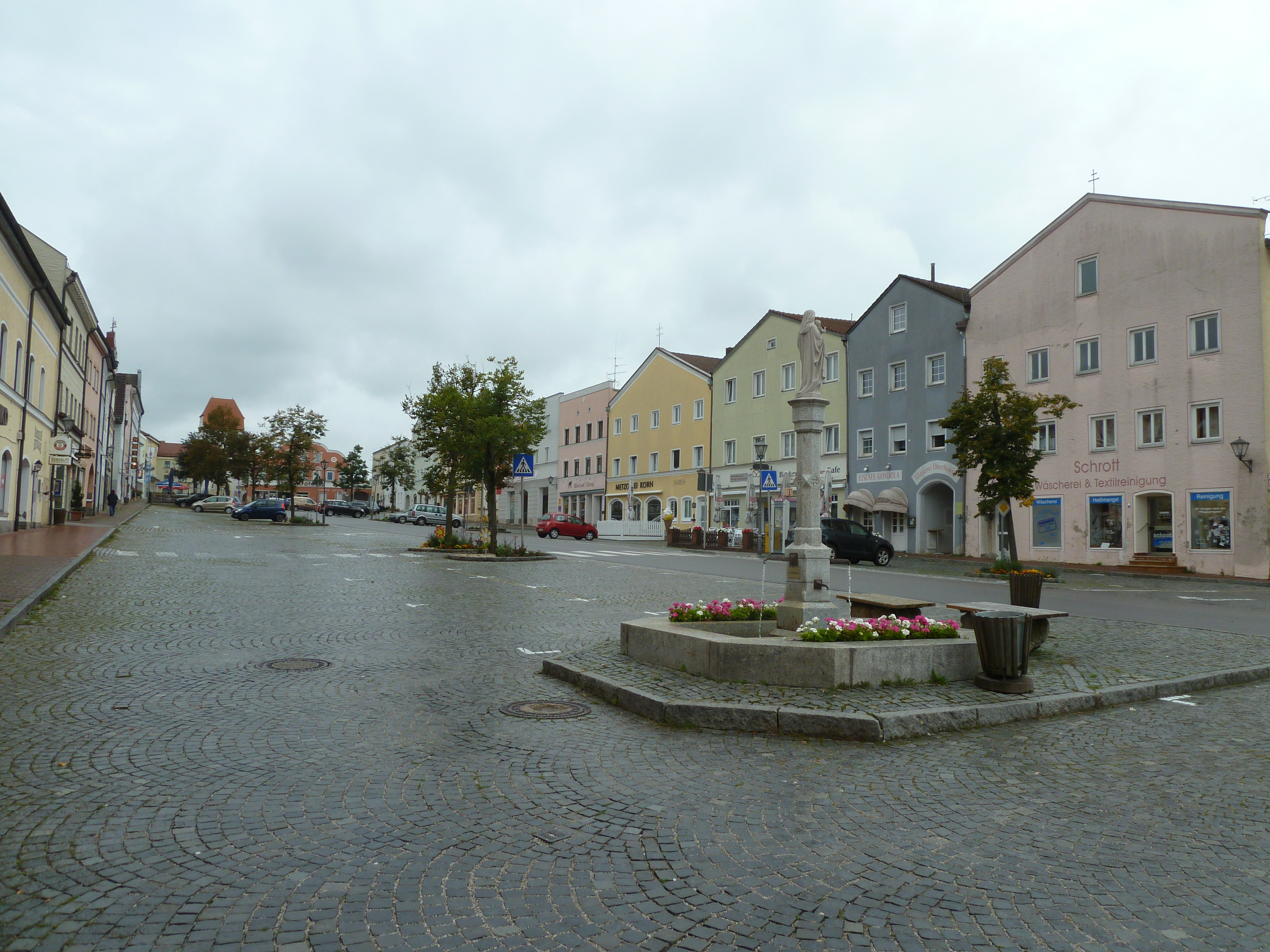

Das Ensemble umfasst den um 1269 planmäßig in der Form eines langgestreckten Rechtecks angelegten Stadtplatz mit dem kleinen, sich um die Johanneskirche legenden Johannesplatz im Südosten.
Die leicht abschüssige Platzanlage, die das Zentrum des ehemals von einer Befestigungsmauer umgebenen Marktorts einnimmt, ist allseitig geschlossen bebaut. Die Platzwände der beiden Längsseiten entstehen aus Reihen dreigeschossiger bürgerlicher Wohn- und Geschäftshäuser, vorwiegend in der für die Inn-Salzach-Städte typischen Bauweise. Die Schmalseiten des Platzes werden durch Torbauten abgeriegelt. Der hofartig um die Johanneskirche sich ausweitende Johannesplatz markiert den alten Kirchhof des Ortes.
Aktennummer: E-1-83-129-1

## Baudenkmäler nach Ortsteilen

### Neumarkt-Sankt Veit
| Lage                                            | Objekt                                                                                         | Beschreibung | Akten-Nr.      | Bild                                                                            |
| ----------------------------------------------- | ---------------------------------------------------------------------------------------------- | --- | -------------- | ------------------------------------------------------------------------------- |
| Adlsteiner Straße 10 (Standort)                 | Stadel                                                                                         | Satteldachbau mit gemauertem Erdgeschoss und eingebautem Waschhaus, erstes Viertel 19. Jahrhundert | D-1-83-129-2   | Stadel                                                                          |
| Altöttinger Straße (Standort)                   | Kriegerdenkmal in einem Lindenhain                                                             | Gusseisernes Mahnmal mit Granitsteinsockel, zum Gedächtnis an die in der Schlacht bei Neumarkt am 24. April 1809 gefallenen Krieger errichtet, gesetzt 1879, Guss in Bodenwöhr; mit Einfriedung | D-1-83-129-9   | BW                                                                              |
| Altöttinger Straße 6 a, 8 (Standort)            | Brauereigasthof Genossenschaft                                                                 | Stattlicher zweigeschossiger Putzbau mit Mittelrisalit, Treppengiebeln und getreppter Brandmauer, um 1900; Stadel, verputzter zweigeschossiger Bau mit Treppengiebeln und gemauertem Torbogen mit Stichbogen und Zinnenbekrönung, wohl erste Hälfte 19. Jahrhundert; Zugehörig getreppter Giebel der Mälzerei (Straßenfront), gleichfalls um 1900 | D-1-83-129-10  | Brauereigasthof Genossenschaft                                                  |
| Am Unteren Tor 1 (Standort)                     | Wohnhaus                                                                                       | Zweigeschossiger Satteldachbau mit Fußgängerdurchgang, im Kern wohl noch 18. Jahrhundert; an das Untere Tor angebaut | D-1-83-129-7   | BW                                                                              |
| Am Unteren Tor 2 (Standort)                     | Wohnhaus                                                                                       | Zweigeschossiger Satteldachbau, Fassade mit Putzgliederungen in Formen des Jugendstils, im Kern wohl 18. Jahrhundert, sonst Anfang 19. Jahrhundert und Anfang 20. Jahrhundert; zusammengebaut mit Stadtplatz 1 und 2. | D-1-83-129-8   | BW                                                                              |
| Badstraße (Standort)                            | Kriegergedächtniskapelle mit Kenotaph                                                          | Verputzter Bau mit Pyramidendach und Natursteinrahmungen, in teilummauerter Anlage und von Linden umgeben, Gestaltung von P. Schwaiger, um 1940 | D-1-83-129-13  | BW                                                                              |
| Bahnhofstraße 1 (Standort)                      | Ehem. Lagergebäude                                                                             | zweigeschossiger Flachsatteldachbau, Obergeschoss in Blockbauweise 1696/97 (dendro.dat.), Dachwerk 19. Jh., an das Obere Tor angebaut, teilweise erneuert | D-1-83-129-180 | BW                                                                              |
| Bahnhofstraße 2 (Standort)                      | Ehemalige Bäckerei                                                                             | Stattliches dreigeschossiges Eckhaus mit geschweiftem Knickgiebel, zweite Hälfte 19. Jahrhundert | D-1-83-129-14  | Ehemalige Bäckerei                                                              |
| Bahnhofstraße 4, 6 (Standort)                   | Doppelhaus                                                                                     | Zweigeschossiger giebelständiger Bau mit vorkragendem Satteldach, Mitte 19. Jahrhundert | D-1-83-129-15  | Doppelhaus                                                                      |
| Bahnhofstraße 7 (Standort)                      | Wohn- und Geschäftshaus                                                                        | Zweigeschossiger giebelständiger Satteldachbau mit Kniestock und Kastenerker mit Balkonaufsatz, Fassade im Stil des Historismus mit reichen Putzgliederungen, von 1897 | D-1-83-129-16  | Wohn- und Geschäftshaus                                                         |
| Bahnhofstraße 8, 10 (Standort)                  | Wohnhaus                                                                                       | Zweigeschossiges Eckhaus mit Satteldach und geschweiftem Knickgiebel, Fassade mit neubarocken Putzgliederungen, Anfang 20. Jahrhundert | D-1-83-129-18  | Wohnhaus                                                                        |
| Bahnhofstraße 9 (Standort)                      | Gasthof zum Schmiedwirt                                                                        | Zweigeschossiges Eckhaus mit Halbwalmdach und Ecktürmchen mit Zwiebelhaube, zweite Hälfte 19. Jahrhundert. | D-1-83-129-17  | Gasthof zum Schmiedwirt                                                         |
| Bahnhofstraße 11 (Standort)                     | Wohn- und Geschäftshaus                                                                        | Dreigeschossiger giebelständiger Satteldachbau in Ecklage, Fassade mit Putzgliederungen, letztes Viertel 19. Jahrhundert. | D-1-83-129-19  | Wohn- und Geschäftshaus                                                         |
| Bahnhofstraße 18 (Standort)                     | Miets- und Lagerhaus                                                                           | Zweiflügelanlage in Ecklage, dreigeschossiger reich gestalteter Hauptbau mit Quergiebel, Erkern und Balkonen, Flügelbauten zweigeschossig mit Kniestock, in Formen des barockisierenden Jugendstils, erbaut durch Reißl, um 1910 | D-1-83-129-20  | Miets- und Lagerhaus                                                            |
| Bahnhofstraße 20 (Standort)                     | Wohnhaus                                                                                       | Viergeschossiger Traufseitbau mit Schweifgiebel und Zwerchhaus, reiche Neurenaissancefassade mit Erdgeschossrustizierung, erbaut von Baumeister Reißl, um 1880 | D-1-83-129-21  | Wohnhaus                                                                        |
| Bahnhofstraße 21 (Standort)                     | Ehemaliges Amtsgericht                                                                         | Zweigeschossiger Klinkerbau mit Walmdach, flachem Mittelrisalit, Eckrustika und Gesimsgliederung, vergitterte Fenster, erbaut 1879; zugehörig Nebengebäude, eingeschossige Klinkerbauten mit Satteldach, gleichzeitig; Garteneinfriedung. | D-1-83-129-22  | Ehemaliges Amtsgericht                                                          |
| Bahnhofstraße 24, 26, 28 (Standort)             | Bahnhof                                                                                        | Langgestreckter Klinkerbau, bestehend aus zwei zweigeschossigen Flügelbauten, verbunden durch die erdgeschossige Wartehalle, südlich mit angebautem Güterschuppen, erbaut um 1880 | D-1-83-129-23  | weitere Bilder                                                                  |
| Baumburggasse 2, 3, 3 a (Standort)              | Wohnhausgruppe                                                                                 | Zweigeschossige kleine Wohnhäuser, mit profanierter Schlosskapelle, das nördliche mit Tordurchfahrt, im Kern auf das frühere Pflegerschlösschen Baumburg zurückgehend, in Teilen noch spätmittelalterlich, sonst 19. Jahrhundert | D-1-83-129-24  | Wohnhausgruppe                                                                  |
| Benno-Hubensteiner-Platz 1 (Standort)           | Ehemaliger herzoglicher Zehentkasten                                                           | Stattlicher zweigeschossiger Putzbau mit steilem Halbwalmdach, erbaut 1495, im Erdgeschoss durch Kinoeinbau Mitte des 20. Jahrhunderts verändert, Dachstuhl im 17./18. Jahrhundert teilweise erneuert | D-1-83-129-30  | Ehemaliger herzoglicher Zehentkasten                                            |
| Birkenstraße 2 (Standort)                       | Ehemaliges Baywa-Lagerhaus                                                                     | Freistehender Satteldachbau mit Siloturm, Fledermausgauben und Laderampe an der Nordseite, um 1920/30 | D-1-83-129-25  | Ehemaliges Baywa-Lagerhaus                                                      |
| Birkenstraße 8 (Standort)                       | Wohnhaus                                                                                       | Zweigeschossiger Satteldachbau mit geschweiftem Zwerchgiebel und Erker, Putzgliederung mit Formen des Art déco, um 1910/15 | D-1-83-129-26  | BW                                                                              |
| Birkenstraße 11 (Standort)                      | Wohn- und Geschäftshaus                                                                        | Zweigeschossiger traufseitiger Klinkerbau mit Zwerchgiebel, letztes Viertel 19. Jahrhundert | D-1-83-129-27  | Wohn- und Geschäftshaus                                                         |
| Birkenstraße 24 (Standort)                      | Bauernhaus                                                                                     | Sogenanntes Fruhmanngütl, zweigeschossiger Satteldachbau, Anfang 19. Jahrhundert | D-1-83-129-29  | BW                                                                              |
| Birkenstraße 35 (Standort)                      | Wohnhaus                                                                                       | Eingeschossiger Bau mit Krüppelwalmdach und Reliefs, erbaut in Formen des Heimatstils, um 1935 | D-1-83-129-28  | Wohnhaus                                                                        |
| Birkenstraße 41 (Standort)                      | Wohnhaus                                                                                       | eingeschossiger Satteldachbau auf hohem Sockelgeschoss mit holzverschaltem Giebel und eingezogener Laube, im alpenländischen Heimatstil, nach Plänen von Valentin Lehner, 1935 | D-1-83-129-184 | BW                                                                              |
| Elsenbacher Straße (Standort)                   | Wegkapelle                                                                                     | Schlichter Satteldachbau mit Putzgliederung, 19. Jahrhundert. | D-1-83-129-90  | BW                                                                              |
| Färbergangl (Standort)                          | Stadel                                                                                         | Backsteinbau, bezeichnet mit dem Jahr 1851 | D-1-83-129-172 | Stadel                                                                          |
| Friedenstraße 2 (Standort)                      | Evangelisch-lutherische Friedenskirche                                                         | Längsrechteckiger Saalbau in Holzkonstruktion, als Serienbau (Typus Diasporakapelle) im Zuge des Notkirchenprogramms errichtet, nach Plan von Otto Bartning, 1952 | D-1-83-129-171 | Evangelisch-lutherische Friedenskirche                                          |
| Hörberinger Straße 9 (Standort)                 | Krankenhauskapelle                                                                             | Polygonaler Putzbau mit Dachreiter und Kapelle im ersten Obergeschoss, 1899; mit Ausstattung; an das Pflegeheim St. Josef angebaut | D-1-83-129-32  | BW                                                                              |
| Johannesplatz 2 (Standort)                      | Wohn- und Geschäftshaus                                                                        | Dreigeschossiger giebelständiger Bau mit Satteldach und klassizistischer Fassade, zweites Viertel 19. Jahrhundert | D-1-83-129-34  | Wohn- und Geschäftshaus                                                         |
| Johannesstraße 2 (Standort)                     | Wohnhaus                                                                                       | Freistehender zweigeschossiger Walmdachbau, Fassade mit Eckrustika und rustizierten rundbogigen Fenster- und Türumrahmungen, drittes Viertel 19. Jahrhundert | D-1-83-129-36  | Wohnhaus                                                                        |
| Johannesstraße 9 (Standort)                     | Schloss Adlstein, ehemaliges Pflegschloss des Gerichts Neumarkt, jetzt Rathaus und Stadtarchiv | Stattlicher zweigeschossiger Bau mit Halbwalmdach, an der Nordost- und Nordwestecke Kastenerker über profilierten Konsolen vorkragend Ehemalige Schlosskapelle mit Ausstattung; erbaut 1478 unter Verwendung älterer Bauteile, um 1504 im Landshuter Erbfolgekrieg ausgebrannt, 1509/10 Wiederaufbau, im 16. und 18. Jahrhundert zum Teil baulich verändert Ehemalige Parkanlage | D-1-83-129-39  | weitere Bilder                                                                  |
| Johannesstraße 14 (Standort)                    | Lederei Niederecker                                                                            | Wohnhaus, zweigeschossiger Traufseitbau mit Satteldach, Giebelfries und Fledermausgauben, zweite Hälfte 19. Jahrhundert Stadel, Klinkerbau, mit Räumen zur Lederverarbeitung, zweite Hälfte 19. Jahrhundert | D-1-83-129-40  | BW                                                                              |
| Johannesstraße 16 (Standort)                    | Bauernhof                                                                                      | Wohnhaus, zweigeschossiger Traufseitbau mit Zwerchgiebel, schmiedeeisernem Balkon und reicher historisierender Putzgliederung, bezeichnet mit dem Jahr 1908 und 1909; Ökonomiegebäude, hakenförmig angebaut, wohl gleichzeitig | D-1-83-129-42  | Bauernhof                                                                       |
| Kellerweg 1 (Standort)                          | Wohnhaus                                                                                       | Eingeschossiger Bau mit Steildach, Putzgliederung und über Eck gestellten Erkern, errichtet in Formen des Heimatstils nach Plänen von Stadtbaumeister Hans Gruber, 1924 | D-1-83-129-44  | BW                                                                              |
| Kirchenweg 13 (Standort)                        | Johann-Nepomuk-Kapelle                                                                         | Aus Holz gezimmert, neugotisch, Ende 19. Jahrhundert, am jetzigen Standort nahe der ehemaligen Mühlbachbrücke aufgestellt 1950; mit Ausstattung | D-1-83-129-48  | Johann-Nepomuk-Kapelle                                                          |
| Kirchenweg 13 (Standort)                        | Ehemaliges Fischerhaus                                                                         | Freistehender zweigeschossiger Bau mit Pyramidendach und verschaltem Obergeschoss, wohl 19. Jahrhundert | D-1-83-129-45  | BW                                                                              |
| Kirchenweg 14 (Standort)                        | Ehemaliges Schul- und Gemeindehaus von St. Veit                                                | Jetzt katholisches Pfarrhaus zu St. Veit, zweigeschossiger Satteldachbau, rückwärtig mit Arkaden auf mächtigen Rundsäulen im Erdgeschoss, im Kern wohl 17. Jahrhundert. (Geschütztes Kulturgut) | D-1-83-129-46  | Ehemaliges Schul- und Gemeindehaus von St. Veit                                 |
| Sankt Veit 1 (Standort)                         | Ehemalige Benediktinerklosterkirche, jetzt katholische Stadtpfarrkirche St. Veit               | Zweischiffige Hallenkirche, spätgotisch, im 15. Jahrhundert unter Verwendung älterer, noch romanischer Bauteile errichtet, Wiederaufbau der Dächer der nördlichen und südlichen Schiffe nach Brand 1709, um 1890 verstärkt; mit Ausstattung Sakristei, 1639 Friedhofsummauerung, mit barocker Kapellenreihe und Grabsteinen beziehungsweise Epitaphien des 17. bis frühen 19. Jahrhunderts Leichenhaus, eingeschossiger Satteldachbau mit Queranbau, Arkaden und Dachreiter, wohl erste Hälfte 19. Jahrhundert Klosterweiher, wohl 17./18. Jahrhundert Einfriedungsmauer, nordöstlich an die Friedhofsmauer anschließend, wohl zweite Hälfte 19. Jahrhundert | D-1-83-129-49  | weitere Bilder                                                                  |
| Sankt Veit 2 (Standort)                         | Ehemalige Klostergebäude                                                                       | Gruppiert um zwei Höfe, mit spätgotischem Kreuzgang, Klosterkeller noch 14. Jahrhundert, barocker Ausbau und Ausgestaltung der Prunkräume 17./18. Jahrhundert; mit historischer Ausstattung Ehemaliger Konventsflügel im Osten, langgestreckter Walmdachbau mit Putzgliederung, mit sogenannter äußerer Sakristei, Josefskapelle und Dormitorium, Christoph Zuccalli zugeschrieben, um 1688, nach Brand von 1708 zum Teil erneuert | D-1-83-129-50  | BW                                                                              |
| Sankt Veit 6, Sankt-Veiter-Straße 39 (Standort) | Ehemaliges Wirtschaftsgebäude des Klosters St. Veit                                            | Langgestreckter erdgeschossiger Satteldachbau, südseitig mit Halbwalm, 17./18. Jahrhundert, nach Brand um 1970 teilweise erneuert | D-1-83-129-55  | BW                                                                              |
| Sankt-Veiter-Straße (Standort)                  | Bier- und Eiskeller des ehemaligen Klosters Sankt Veit                                         | Kreuzförmige Anlage unter dem sogenannten Taubenberg, Ziegelgewölbe, durch Abt Anselm Schuler 1775 angelegt; zugehörig Stadel, Blockbau aus wiederverwendeten Hölzern, wohl erstes Drittel 19. Jahrhundert | D-1-83-129-175 | weitere Bilder                                                                  |
| Sankt-Veiter-Straße 33, 35, 35 a (Standort)     | Ehemaliges Wirtschaftsgebäude des Klosters St. Veit                                            | Mit ehemaliger Klosterbrauerei, südlicher Bau mit Steildach und profiliertem Traufgesims, im Kern wohl noch spätmittelalterlich, sonst 18. und 19. Jahrhundert. | D-1-83-129-54  | BW                                                                              |
| Sankt-Veiter-Straße 40 (Standort)               | Wohnhaus                                                                                       | Zweigeschossiger Walmdachbau mit zwei runden Eckerkern, um 1920 | D-1-83-129-57  | BW                                                                              |
| Sankt-Veiter-Straße 46 (Standort)               | Ehemaliges Bauernhaus                                                                          | mit Satteldach und verputztem Obergeschoss-Blockbau, um 1800 | D-1-83-129-58  | BW                                                                              |
| Sankt-Veiter-Straße 52 (Standort)               | Ehemaliges Bauernhaus                                                                          | Zweigeschossiger Satteldachbau mit hölzernem Kniestock, Anfang 19. Jahrhundert; am südlichen Ortsende | D-1-83-129-59  | BW                                                                              |
| Schermer Weg 1 (Standort)                       | Ehemaliges Bauernhaus                                                                          | Zweigeschossiger Satteldachbau, Obergeschoss in Blockbauweise errichtet, 18. Jahrhundert. | D-1-83-129-60  | BW                                                                              |
| Schmiedgasse 1 (Standort)                       | Ehemalige Schmiede                                                                             | Zweigeschossiger breitgelagerter Bau mit Flachsatteldach und Blockbau-Obergeschoss, erste Hälfte 19. Jahrhundert | D-1-83-129-61  | Ehemalige Schmiede                                                              |
| Schmiedgasse 3, 3 a, 4 (Standort)               | Wohnhaus                                                                                       | Zweigeschossiger Bau mit Flachsatteldach und Blockbau-Obergeschoss, Mitte 19. Jahrhundert, nördlicher Wohnteil erneuert | D-1-83-129-62  | Wohnhaus                                                                        |
| Stadtplatz 1, 2 (Standort)                      | Ehemaliges Rathaus                                                                             | Zweigeschossiges Eckhaus mit Satteldach, im Kern Mitte 16. Jahrhundert; zusammengebaut mit Am Unteren Tor 2 | D-1-83-129-64  | Ehemaliges Rathaus                                                              |
| Stadtplatz 3 (Standort)                         | Wohn- und Geschäftshaus                                                                        | Zweigeschossiger Satteldachbau, Fassade mit Putzgliederungen, zweite Hälfte 19. Jahrhundert | D-1-83-129-65  | Wohn- und Geschäftshaus                                                         |
| Stadtplatz 8 (Standort)                         | Ehemalige Brauerei Fruhmann                                                                    | Stattlicher zweigeschossiger Giebelbau mit Flachsatteldach und mittigem Durchgang, zweites Viertel 19. Jahrhundert Zugehörig Nebengebäude, zweigeschossiger Satteldachbau, geschlämmter Backsteinbau, gleichzeitig | D-1-83-129-67  | Ehemalige Brauerei Fruhmann                                                     |
| Stadtplatz 9 (Standort)                         | Metzgerei und Wohnhaus                                                                         | Dreigeschossiger Satteldachbau mit Vorschußmauer und Erdgeschossrustizierung, zweite Hälfte 19. Jahrhundert | D-1-83-129-68  | Metzgerei und Wohnhaus                                                          |
| Stadtplatz 10 (Standort)                        | Apotheke, sogenannte St. Johannes-Apotheke                                                     | Dreigeschossiger Satteldachbau in Traufstellung, letztes Viertel 19. Jahrhundert | D-1-83-129-69  | Apotheke, sogenannte St. Johannes-Apotheke                                      |
| Stadtplatz 12 (Standort)                        | Eisenhandlung                                                                                  | Dreigeschossiger Bau in Traufstellung, rundbogige Fenster mit genuteter Rahmung, drittes Viertel 19. Jahrhundert | D-1-83-129-70  | Eisenhandlung                                                                   |
| Stadtplatz 14 (Standort)                        | Wohn- und Geschäftshaus, sogenanntes Seiler Maier-Haus                                         | Dreigeschossiger traufständiger Satteldachbau mit klassizistischer Fassadengestaltung, Putzgliederung und Sohlbankbänder, drittes Viertel 19. Jahrhundert | D-1-83-129-71  | Wohn- und Geschäftshaus, sogenanntes Seiler Maier-Haus                          |
| Stadtplatz 15 (Standort)                        | Wohnhaus                                                                                       | Dreigeschossiger Traufseitbau mit Satteldach und gewölbter Tordurchfahrt, im Kern erste Hälfte 19. Jahrhundert | D-1-83-129-72  | Wohnhaus                                                                        |
| Stadtplatz 18 (Standort)                        | Wohn- und Geschäftshaus, sogenanntes Edelmann-Haus                                             | Stattliches dreigeschossiges Eckhaus mit Satteldach, angesetzten Stützpfeilern und Schweifgiebel, reich gegliederte Fassade, im Kern 17./18. Jahrhundert, Fassade wohl um 1900 in alten Formen erneuert | D-1-83-129-74  | Wohn- und Geschäftshaus, sogenanntes Edelmann-Haus                              |
| Stadtplatz 19 (Standort)                        | Wohn- und Geschäftshaus                                                                        | Zweigeschossiges Eckhaus mit Satteldach und an der Südseite angesetzten Stützpfeilern, 18. Jahrhundert | D-1-83-129-75  | Wohn- und Geschäftshaus                                                         |
| Stadtplatz 21 (Standort)                        | Gasthof zur Post                                                                               | Stattlicher dreigeschossiger Traufseitbau, Fassade mit schlichten Putzgliederungen, zweite Hälfte 19. Jahrhundert | D-1-83-129-76  | Gasthof zur Post                                                                |
| Stadtplatz 22 (Standort)                        | Ehemalige Bäckerei                                                                             | Dreigeschossiger giebelständiger Satteldachbau, Fassade im Erdgeschoss rustiziert, letztes Viertel 19. Jahrhundert, Aufstockung 1976 | D-1-83-129-77  | Ehemalige Bäckerei                                                              |
| Stadtplatz 23 (Standort)                        | Ehemaliges Pfleggericht, dann Mädchenvolksschule, jetzt Wohn- und Geschäftshaus                | Stattlicher dreigeschossiger Bau mit geschweiftem neubarocken Knickgiebel und Erker, im Kern zum Teil noch spätmittelalterlich, Aufstockung 1908, Fassade von 1925 | D-1-83-129-78  | Ehemaliges Pfleggericht, dann Mädchenvolksschule, jetzt Wohn- und Geschäftshaus |
| Stadtplatz 26 (Standort)                        | Wohnhaus                                                                                       | sog. Schwaiger-Haus, dreigeschossiger Traufseitbau mit Satteldach, Mitte 19. Jh., im Kern älter; an das Obere Tor angebaut. | D-1-83-129-181 | BW                                                                              |
| Stadtplatz 26 a (Standort)                      | Stadttor, und ehemalige Pflasterzollstelle, sogenanntes Oberes Tor                             | Viergeschossiger Wohnturm mit Krüppelwalmdach, Anfang 16. Jahrhundert, Dachwerk nach Brand 1905 erneuert Mit angesetztem stichbogigem Fußgängerdurchgang, mit Zinnenkranz, wohl drittes Viertel 19. Jahrhundert | D-1-83-129-79  | weitere Bilder                                                                  |
| Stadtplatz 27 (Standort)                        | Apotheke, sogenannte Stadtapotheke                                                             | Stattlicher zweigeschossiger Eckbau mit geschweiftem Knickgiebel und Satteldach, im Kern 17. Jahrhundert, Fassade Ende 19. Jahrhundert in historisierenden Formen erneuert, um 1970 renoviert | D-1-83-129-80  | Apotheke, sogenannte Stadtapotheke                                              |
| Stadtplatz 29 (Standort)                        | Gasthaus Zum Tragerwirt                                                                        | Zweigeschossiger Traufseitbau mit Vorschußmauer und Schopfwalmdach, 19. Jahrhundert | D-1-83-129-81  | Gasthaus Zum Tragerwirt                                                         |
| Stadtplatz 30 (Standort)                        | Ehemaliges Rathaus- und Bankgebäude                                                            | Dreigeschossiger Giebelbau mit Bogenfries und südlichem Anbau, nördlich Durchgang mit Schwibbogen, im Kern 18. Jahrhundert, Umbauten 1868, um 1970 und 2003 Grabplatte, spätgotisch von 1484 | D-1-83-129-82  | Ehemaliges Rathaus- und Bankgebäude                                             |
| Stadtplatz 31 (Standort)                        | Wohn- und Geschäftshaus                                                                        | Stattliches dreigeschossiges Eckhaus mit Satteldach, Fassade mit reichen Putzgliederungen in historisierenden Formen, zweite Hälfte 19. Jahrhundert | D-1-83-129-83  | Wohn- und Geschäftshaus                                                         |
| Stadtplatz 36 (Standort)                        | Wohnhaus                                                                                       | Dreigeschossiger giebelständiger Satteldachbau, im Erdgeschoss Kreuzgratgewölbe, im Kern wohl noch 16. Jahrhundert | D-1-83-129-84  | Wohnhaus                                                                        |
| Stadtplatz 37 (Standort)                        | Wohn- und Geschäftshaus                                                                        | Dreigeschossiges Eckhaus mit Satteldach, an der Südseite angesetzte Stützpfeiler, im Kern 18. Jahrhundert. | D-1-83-129-85  | Wohn- und Geschäftshaus                                                         |
| Stadtplatz 38 (Standort)                        | Katholische Filialkirche St. Johannes Baptist                                                  | Spätgotische Wandpfeilerkirche, zweite Hälfte 15. Jahrhundert, teilweise neugotische Erneuerung, 1881; mit Ausstattung. (Geschütztes Kulturgut) | D-1-83-129-86  | weitere Bilder                                                                  |
| Stadtplatz 43 (Standort)                        | Unteres Tor, Stadttor und ehemalige Pflasterzollstelle, sogenanntes Unteres Tor                | Dreigeschossiger Wohnturm, Giebel mit rundbogigen Zinnen, bezeichnet mit dem Jahr „1542“, Dachwerk dendrochronologisch datiert 1656. (Geschütztes Kulturgut) | D-1-83-129-87  | weitere Bilder                                                                  |
| Talstraße (Standort)                            | Gedenkkreuz                                                                                    | Sogenanntes Georgikreuz, zum Gedächtnis an die Gefallenen vom 24. April 1809, Sockel aus Nagelfluhsteinen mit eingemauerten Kanonenrohren, Weihwasserbecken, Holzkreuz mit gusseisernem, vergoldeten Kruzifix, errichtet 1866 | D-1-83-129-31  | BW                                                                              |

### Aich
| Lage                  | Objekt                                     | Beschreibung | Akten-Nr.     | Bild |
| --------------------- | ------------------------------------------ | --- | ------------- | ---- |
| Aich 3 (Standort)     | Firstgedrehtes Stockhaus des Vierseithofes | Zweigeschossig mit Blockbau-Kniestock und traufseitigem Schrot, wohl Mitte 19. Jahrhundert Westlich Nebengebäude mit Blockbau und Getreidekasten im südlichen Teil, wohl 18. Jahrhundert | D-1-83-129-91 | BW   |
| Aich 10 (Standort)    | Stockhaus                                  | Eingeschossig, mit Blockbaugiebel, giebelseitig erschlossen, 1772 | D-1-83-129-92 | BW   |
| Aignerfeld (Standort) | Bildstock                                  | Erste Hälfte 19. Jahrhundert; nordwestlich des Weilers | D-1-83-129-93 | BW   |

### Oberwiesbach
| Lage                      | Objekt                                  | Beschreibung | Akten-Nr.      | Bild |
| ------------------------- | --------------------------------------- | --- | -------------- | ---- |
| Oberwiesbach 5 (Standort) | Wohnstallhaus                           | Zweigeschossig mit Traufschrot und Blockbau-Obergeschoss, nach Mitte 19. Jahrhundert Stadel, in offenem Blockbau mit Traidboden, bezeichnet mit dem Jahr „1860“ | D-1-83-129-146 | BW   |
| Wiesbach 9 (Standort)     | Ehemaliges Gasthaus eines Vierseithofes | Zweigeschossiger Satteldachbau mit Blockbauobergeschoss und Hochlaube, erste Hälfte 19. Jahrhundert                                                             | D-1-83-129-147 | BW   |
| Wiesbach 16 (Standort)    | Katholische Filialkirche St. Michael    | Spätmittelalterliche Saalkirche mit eingezogenem Chor und Sattelturm an der Nordseite, zweite Hälfte 15. Jahrhundert und 18. Jahrhundert, mit Ausstattung       | D-1-83-129-149 | BW   |

### Straß
| Lage               | Objekt                            | Beschreibung | Akten-Nr.      | Bild |
| ------------------ | --------------------------------- | --- | -------------- | ---- |
| Leite (Standort)   | Marienkapelle                     | Neugotischer Bau mit Dachreiter, bezeichnet mit dem Jahr „1908“; mit Ausstattung | D-1-83-129-160 | BW   |
| Straß 4 (Standort) | Vierseithof mit ehemaligem Zuhaus | Wohnstallhaus, zweigeschossig, mit verputztem Blockbau-Obergeschoss und reich verzierter Trauflaube, gewölbtes Fletz, um 1800 Stadel, mit Riegelbundwerk, Mitte 19. Jahrhundert Sogenannte Hütte, mit Blockbau-Getreideboden, datiert 1826 Stalltrakt Ehemaliges Zuhaus, eingeschossiger Flachsatteldachbau mit Blockbau-Giebel, 1. Hälfte 19. Jahrhundert | D-1-83-129-158 | BW   |

### Teising
| Lage                                    | Objekt                                       | Beschreibung | Akten-Nr.      | Bild           |
| --------------------------------------- | -------------------------------------------- | --- | -------------- | -------------- |
| In Teising der Kalvarienberg (Standort) | Kreuzigungsgruppe                            | barock | D-1-83-129-163 | BW             |
| Teising 2, am Schlosspark (Standort)    | Kapelle                                      | 19. Jahrhundert; mit Ausstattung; am Schlosspark | D-1-83-129-165 | BW             |
| Teising 4, In Teising (Standort)        | Schloss Teising                              | Mittelalterlicher, von einem Wassergraben umschlossener dreigeschossiger Hauptbau über unregelmäßig polygonalem Grundriss, an der Ostseite Walmdachbau, zum Teil noch im Kern spätgotisch, sonst barocker Umbau, pyramidenförmiges Dach bezeichnet mit dem Jahr 1615; mit Ausstattung Wirtschaftsgebäude, Backsteinbauten mit Steildächern, durch Toreinfahrt miteinander verbunden, 17. Jahrhundert | D-1-83-129-161 | weitere Bilder |
| Teisinger Berg 7 (Standort)             | Katholische Wallfahrtskirche Maria Einsiedel | Gewölbter Rechteckraum, 1623, westlich zweigeschossiger Erweiterungsbau mit Walmdach um 1750/60; mit Ausstattung Heilig-Grab-Kapelle, barocker Zentralbau mit Kegeldach, erste Hälfte 17. Jahrhundert; mit Ausstattung | D-1-83-129-162 | BW             |
| Teisinger Berg 9 (Standort)             | Ehemaliges katholisches Pfarrhaus            | Zweigeschossiger Satteldachbau mit Putzgliederung, Blockbaukniestock und Blockbaugiebel, um 1650 mit historischer Ausstattung | D-1-83-129-164 | BW             |

### Weitere Ortsteile
| Lage                                         | Objekt                                                              | Beschreibung | Akten-Nr.      | Bild                                |
| -------------------------------------------- | ------------------------------------------------------------------- | --- | -------------- | ----------------------------------- |
| Teisinger Feld (Standort)                    | Wegkapelle                                                          | Kleiner Satteldachbau mit Dachreiter, 19. Jahrhundert; mit Ausstattung | D-1-83-129-94  | BW                                  |
| Blindenhaselbach 11 (Standort)               | Stadel                                                              | In Ständerbauweise errichtet mit Bundwerk und Resten von Bemalungen im Inneren, innen bezeichnet mit dem Jahr „1810“ | D-1-83-129-95  | BW                                  |
| Buch 1 (Standort)                            | Firstgedrehtes Stockhaus des Vierseithofes                          | Mit Blockbauobergeschoss, wohl noch 18. Jahrhundert Remise, zweigeschossiger Satteldachbau mit Putzgliederung, 19. Jahrhundert | D-1-83-129-96  | BW                                  |
| Buchet, Maierhof 1 (Standort)                | Ehemaliger Meierhof des Klosters St. Veit, sogenanntes Gut Haushalt | Nördlich und südlich Wirtschaftsbauten, Anfang 18. Jahrhundert, zweigeschossiges Wohnhaus mit Halbwalmdach, Mitte 19. Jahrhundert | D-1-83-129-97  | BW                                  |
| Elsenbach 12 (Standort)                      | Katholische Filialkirche St. Maria                                  | Spätgotische hochaufragende Wandpfeilerkirche mit stark eingezogenem Chor, verputzter Backsteinbau, letztes Drittel 15. Jahrhundert; mit Ausstattung | D-1-83-129-102 | BW                                  |
| Feichten 5 (Standort)                        | Wohnstallhaus                                                       | Zum Teil offener Blockbau mit Traufschrot, im Kern erste Hälfte 18. Jahrhundert Riegelbundwerkstadel, zweite Hälfte 19. Jahrhundert | D-1-83-129-104 | BW                                  |
| Feichten 7 (Standort)                        | Katholische Filialkirche St. Martin                                 | Spätgotischer Bau mit eingezogenem Chor, um 1720/30 barockisiert; mit Ausstattung. | D-1-83-129-105 | Katholische Filialkirche St. Martin |
| Fischeck 1 (Standort)                        | Wohnstallhaus des Vierseithofes                                     | Zweigeschossiger Satteldachbau mit Blockbau-Kniestock, Flugpfette und profilierten bemalten Balkenköpfen, um 1840/50 | D-1-83-129-107 | BW                                  |
| Frauenhaselbach 7 (Standort)                 | Katholische Filialkirche Mariae Himmelfahrt                         | Saalkirche mit eingezogenem Chor, 1478, Westturm im Unterbau spätgotisch, Glockengeschoss mit Helm Anfang 19. Jahrhundert; mit Ausstattung Seelenkapelle, geschlämmter Backsteinbau mit Schopfwalmdach, 15. Jahrhundert; mit Ausstattung | D-1-83-129-109 | BW                                  |
| Buchet 1 (Standort)                          | Bundwerkstadel                                                      | Mit Steilsatteldach und profilierten Bügen, erstes Drittel 19. Jahrhundert Hütte, mit Riegelbundwerk und Getreidekasten, 18./19. Jahrhundert | D-1-83-129-111 | BW                                  |
| Göttenberg 1 (Standort)                      | Stockhaus des Vierseithofes                                         | Mit Obergeschoss-Blockbau und doppeltem Giebelschrot, erstes Viertel 19. Jahrhundert | D-1-83-129-113 | BW                                  |
| Grafing 8 (Standort)                         | Katholische Filialkirche St. Martin                                 | Verputzter Backsteinbau mit eingezogenem quadratischem Chor, 14. Jahrhundert; mit Ausstattung | D-1-83-129-114 | BW                                  |
| Großgrötzing 1 (Standort)                    | Bundwerkstadel des Vierseithofes                                    | Mitte 19. Jahrhundert | D-1-83-129-115 | BW                                  |
| Großkirchstetten 1 (Standort)                | Ehemaliges Wohnstallhaus des Vierseithofes                          | Zweigeschossiger Satteldachbau mit Traufschrot, Blockbaugiebel und -kniestock, erstes Drittel 19. Jahrhundert Stadel, Blockbau und Ständerbohlenbau, mit mittig eingeschobenem Getreidekasten, 18./19. Jahrhundert | D-1-83-129-116 | BW                                  |
| Großthalham 4 (Standort)                     | Ehemaliger Bauernhof, stattliche Vierseitanlage                     | Ehemaliges Wohnstallhaus mit ehemaligem Roßstall, massiver zweigeschossiger Putzbau mit gewölbtem Fletz und hofseitiger Laube, bezeichnet mit dem Jahr „1796“ (Haustafel) und „1895“ (Glockenständer) Westlich ehemaliges Stallgebäude, nördlicher Teil mit dreischiffigem Gewölbe, um 1895 Östlich Nebengebäude, zweigeschossig, mit Durchfahrt, um 1895, in jüngerer Zeit erneuert Südlich ehemaliger Stadel, um 1895, in jüngerer Zeit erneuert | D-1-83-129-170 | BW                                  |
| Haberg 1 (Standort)                          | Ehemaliges Wohnstallhaus des ehemaligen Vierseithofes               | Zweigeschossiger Satteldachbau, 1860 | D-1-83-129-118 | BW                                  |
| Hausröcklmühl 1 (Standort)                   | Bundwerkstadel                                                      | Mit Steildach, Mitte 19. Jahrhundert | D-1-83-129-119 | BW                                  |
| Hofthambach 6 (Standort)                     | Bundwerkstadel                                                      | Erstes Drittel 19. Jahrhundert | D-1-83-129-125 | BW                                  |
| Höllthal 1 (Standort)                        | Wohnstallhaus des Vierseithofes                                     | Zweigeschossiger Satteldachbau mit Blockbau-Kniestock und geschnitztem Schrot, erste Hälfte 19. Jahrhundert Hütte, mit Durchfahrt und Blockbau-Getreidekasten, erste Hälfte 19. Jahrhundert Südlich Stadel, mit Bohlenbundwerk und Bügen, erste Hälfte 19. Jahrhundert | D-1-83-129-121 | BW                                  |
| Hörbering 1 (Standort)                       | Katholische Pfarrkirche St. Jakobus d. Ä.                           | Saalkirche mit eingezogenem Chor, erbaut 1527, neugotisch verändert um 1875; mit Ausstattung | D-1-83-129-123 | BW                                  |
| Imming 3 (Standort)                          | Katholische Filialkirche St. Maria                                  | Kleine Saalkirche mit Dachreiter und eingezogenem quadratischem Chor, 14. Jahrhundert; mit Ausstattung | D-1-83-129-127 | BW                                  |
| Kinning 5 (Standort)                         | Stadel des ehemaligen Dreiseithofes                                 | mit Ständerbundwerk, erste Hälfte 19. Jahrhundert | D-1-83-129-129 | BW                                  |
| Kirchstetten (Flur Kirchestetten) (Standort) | Ortskapelle                                                         | Verputzter Satteldachbau, zweite Hälfte 19. Jahrhundert; mit Ausstattung | D-1-83-129-131 | BW                                  |
| Kleinkirchstetten 1 (Standort)               | Stadel des Vierseithofes                                            | Blockbau mit Steilsatteldach, Anfang 19. Jahrhundert | D-1-83-129-130 | BW                                  |
| Kleinsteinberg 1 (Standort)                  | Bundwerkstadel des Vierseithofes                                    | um 1870/80 | D-1-83-129-132 | BW                                  |
| Kurthambach 5 (Standort)                     | Katholische Filialkirche St. Ursula                                 | Romanischer Bau mit Flachdecke und eingezogenem Chor mit Apsis, erste Hälfte 13. Jahrhundert; mit Ausstattung | D-1-83-129-134 | BW                                  |
| (Kurthambach) Thambacher Feld (Standort)     | Feldkapelle                                                         | Bezeichnet mit dem Jahr „1867“, mit Ausstattung; am Dreiweg Aigner, Kurthambach und Kager. | D-1-83-129-135 | BW                                  |
| Lamprechten 1 (Standort)                     | Katholische Filialkirche St. Lambert                                | Saalkirche mit eingezogenem Chor, 15. Jahrhundert, Barockisierung im 18. Jahrhundert; mit Ausstattung | D-1-83-129-136 | BW                                  |
| Leonberg 1 (Standort)                        | Bundwerkstadel                                                      | Erste Hälfte 19. Jahrhundert | D-1-83-129-137 | BW                                  |
| Bei Lex am Holz (Standort)                   | Feldkapelle                                                         | Mit Dachreiter, 19. Jahrhundert | D-1-83-129-138 | BW                                  |
| Linden 1 (Standort)                          | Stadel des Vierseithofes                                            | Blockbau mit Steilsatteldach und profilierten Bügen, Anfang 19. Jahrhundert | D-1-83-129-139 | BW                                  |
| Mayerhof 7 (Standort)                        | Wohnstallhaus                                                       | firstgedrehtes Stockhaus, Nordflügel des Vierseithofes, zweigeschossiger Flachsatteldachbau mit Kniestock, mit Traufschrot und Wandmalerei der Mondsichelmadonna, Erdgeschoss mit Gewölben, Anfang 19. Jh., verändert spätes 19. Jh.; Nebengebäude, Westflügel, zweigeschossiger Satteldachbau, spätes 19. Jh. | D-1-83-129-183 | BW                                  |
| Oberbruckloh, Hochholz (Standort)            | Marterl                                                             | Schmiedeeisern, bezeichnet mit dem Jahr „1809“; an der Abzweigung von der Straße Neumarkt-Haunertsholzen. | D-1-83-129-140 | BW                                  |
| Oberndorf, Schelnloher Feld (Standort)       | Feldkapelle                                                         | Offener Satteldachbau, 19. Jahrhundert; südlich am Weg nach Oberwiesbach | D-1-83-129-144 | BW                                  |
| Oberndorf, Schelnloher Feld (Standort)       | Heiligenhäuschen                                                    | 19. Jahrhundert; südlich am Weg nach Oberwiesbach | D-1-83-129-145 | BW                                  |
| Plachenberg (Flur Plachenberg) (Standort)    | Bildstock                                                           | 19. Jahrhundert; westlich des Hofes | D-1-83-129-150 | BW                                  |
| St. Lorenz 1 (Standort)                      | Katholische Filialkirche St. Lorenz                                 | Spätromanischer flachgedeckter Bau mit Rechteckchor und Dachreiter, 13./14. Jahrhundert und 17. Jahrhundert; mit Ausstattung | D-1-83-129-151 | BW                                  |
| Stein 3 (Standort)                           | Bundwerkstadel                                                      | Mitte 19. Jahrhundert | D-1-83-129-154 | BW                                  |
| Stein 6 (Standort)                           | Katholische Filialkirche St. Georg                                  | Chor spätromanisch, 14. Jahrhundert, Schiff wohl 15. Jahrhundert, barockisiert; mit Ausstattung | D-1-83-129-153 | BW                                  |
| Waltersberg 2 (Standort)                     | Stockhaus                                                           | Mit Obergeschoss-Blockbau und doppeltem Giebelschrot, um 1800 | D-1-83-129-167 | BW                                  |
| Weiher, Weiherstraße 17 (Standort)           | Bauernhaus                                                          | Zweigeschossiger Wohnstallbau mit Blockbau-Obergeschoss, Traufschrot und Satteldach, im Kern Ende 18. Jahrhundert (dendro.dat. 1786/87), teilweise erneuert nach Mitte 19. Jahrhundert und 1909, Querstadel angebaut 1909 | D-1-83-129-168 | BW                                  |
| Wolfsberg, Lamprechten 2 (Standort)          | Firstgedrehtes Stockhaus des Vierseithofes                          | Zweigeschossig mit Blockbau-Kniestock und traufseitigem Schrot, beiderseits Bundwerk am Heuboden, im ehemaligen Roßstall bezeichnet mit dem Jahr „1858“ (?) | D-1-83-129-173 | BW                                  |
| Wolfsberg, Straßfeld (Standort)              | KZ-Friedhof und Gedenkstätte                                        | 1946 angelegt für Opfer aus den KZ-Außenlagern um Mühldorf, durch Umgestaltungen von 1956/58 und 1971 geprägte parkartige Anlage mit gepflastertem Wegesystem, in der Längsachse eingelassener Inschriftplatte, eisernem Hochkreuz und jüdischem Mahnmal sowie auf den Rasenflächen unregelmäßig gruppierten symbolischen Grabstelen und Grabkreuzen, im Norden Eingang mit Mauerpfeilern aus Granitbruchstein und Inschrifttafeln                 | D-1-83-129-174 | BW                                  |
| Eisenbach, Stetten 3 (Standort)              | Wohnstallhaus                                                       | Wohnstallhaus eines Vierseithofes, zweigeschossiger Flachsatteldachbau mit massivem Erdgeschoss, Obergeschoss Blockbau, mit reichen Zierelementen und Laube zur Hofseite, 2. Hälfte 19. Jahrhundert | D-1-83-129-179 | BW                                  |

## Ehemalige Baudenkmäler
In diesem Abschnitt sind Objekte aufgeführt, die früher einmal in der Denkmalliste eingetragen waren, jetzt aber nicht mehr. Objekte, die in anderem Zusammenhang also z. B. als Teil eines Baudenkmals weiter eingetragen sind, sollen hier nicht aufgeführt werden. Aktennummern in diesem Abschnitt sind ehemalige, jetzt nicht mehr gültige Aktennummern.

| Lage                                                 | Objekt                   | Beschreibung                           | Akten-Nr.      | Bild |
| ---------------------------------------------------- | ------------------------ | -------------------------------------- | -------------- | ---- |
| Neumarkt-Sankt Veit Elsenbacher Straße 37 (Standort) | Ehemalige Wasenmeisterei | Hakenhof, Wohnteil verputzter Blockbau | D-1-83-129-88  | BW   |
| Straß ()                                             | Ehemaliges Bauernhaus    | Mit Blockbau-Giebel, 18. Jahrhundert   | D-1-83-129-157 |      |